# Богдан Валерія Дмитрівна
Валерія Богдан (біл. Валерыя Богдан; нар. 12 червня 2000, Барановичі, Берестейська область, Білорусь) — білоруська футболістка, півзахисниця московського «Спартака» та національної збірної Білорусі.

## Клубна кар'єра
У 12 років записалася на факультативний курс футболу. Вихованка барановицької ДЮСШ-5, перший тренер — Валерій Володимирович Гладкий. Виступала за РДУОР (2015-2018), «Іслоч-РДУОР» із Мінської області (2019) та столичну «Зірку-БДУ» (2020). У 2021 році її контракт викупив футбольний клуб «Мінськ».

## Кар'єра в збірній
Виступала за дівочі (WU-15 та WU-17) та молодіжну (WU-19) збірні Білорусі. Має досвід виступів за збірну Білорусі, за яку дебютувала 2018 року.